# Satoru Mochizuki
Satoru Mochizuki (望月 聡 Mochizuki Satoru?,  nacido el 18 de mayo de 1964 en Ōtsu, Shiga) es un exfutbolista y actual entrenador japonés que se desempeñaba como centrocampista.
Mochizuki jugó 7 veces para la Selección de fútbol de Japón entre 1988 y 1989.

## Trayectoria

### Clubes
| Club               | País  | Año         |
| ------------------ | ----- | ----------- |
| NKK                | Japón | 1987 - 1992 |
| Urawa Reds         | Japón | 1992 - 1995 |
| Kyoto Purple Sanga | Japón | 1995 - 1996 |

### Selección nacional
| Selección | País  | Año         |
| --------- | ----- | ----------- |
| Absoluta  | Japón | 1988 - 1989 |

## Estadística de equipo nacional
| Selección de Japón | Selección de Japón | Selección de Japón |
| Año                | Part.              | Goles              |
| ------------------ | ------------------ | ------------------ |
| 1988               | 3                  | 0                  |
| 1989               | 4                  | 0                  |
| Total              | 7                  | 0                  |